# Evergrande Group
Evergrande Group, o Evergrande Real Estate Group (anteriormente conocido como Hengda Group), es una empresa de Guangzhou, en el sur de la provincia de Guangdong, China. Evergrande es el segundo mayor promotor inmobiliario en ventas del país y vende apartamentos, en su mayoría, a clientes de poder adquisitivo medio-alto, tiene 200 000 trabajadores y ayuda a mantener a 3.8 millones de manera indirecta cada año, supone un 2% del PIB de China. En octubre de 2009 la compañía aumentó 722 millones de dólares estadounidenses en una oferta pública inicial en la Bolsa de Hong Kong. En 2010 adquirió el club de fútbol Guangzhou Footbal Club.
El 17 de agosto de 2023, Evergrande Group se declaró en quiebra en Nueva York. El 19 de marzo de 2024 se acusó a la compañía de haber inflado sus ingresos en más de 72.000 millones de euros.

## Fundación
Evergrande fue Fundada por Hui Kan Yan en 1996.

## Crisis (2021-presente)
En agosto de 2021, el Financial Times informó de que Evergrande Group enfrenta un número récord de casos presentados por contratistas en los tribunales chinos a medida que aumenta la presión sobre la administración de la compañía para reducir sus 300 mil millones de dólares en pasivos, incluidos alrededor de 100 mil millones dólares en deudas. La empresa se endeudó masivamente en años anteriores y con sus activos no podía hacer frente a sus deudas a corto plazo.
A mediados de septiembre de 2021, se informó que la empresa corría el riesgo de no poder emitir los pagos de los intereses del préstamo que vencían el 20 de septiembre. Se estimó que alrededor de 1 500 000 clientes podrían perder depósitos en casas Evergrande que aún no se han construido si la empresa se hunde.
Se especuló si la caída de Evergrande puede provocar un contagio y un "efecto dominó" en la economía china primero y después en la mundial, de una manera similar a como la caída de Lehman Brothers fue uno de los factores que provocó una crisis en Estados Unidos y después la Gran Recesión en el mundo en 2008.
El 17 de agosto de 2023, Evergrande se acogió al Capítulo 15 del código de quiebras de EE. UU. para la protección de los acreedores ante la Cortes de Quiebras de los Estados Unidos en Manhattan.
El 19 de marzo de 2024 se acusó a la compañía de haber inflado sus ingresos en más de 72.000 millones de euros, lo que le convertiría en un fraude de manipulación contable superior a los casos de Enron o a WorldCom.